# 金玧志
金 玧志（キム・ユンジ、ハングル表記：김윤지、1978年12月29日 - ）は、大韓民国の韓国放送公社 (KBS) 所属のアナウンサー。

## 学歴
- 漢陽大学校 消費者家族住居学卒業[1]

## 経歴
- 2003年 29期 KBS 公開採用のアナウンサー[1]